# Cantone di Miribel
Il Cantone di Miribel è una divisione amministrativa dell'arrondissement di Bourg-en-Bresse con capoluogo Miribel. È stato creato nel 1982 per la separazione di alcuni comuni dal Cantone di Montluel.
A seguito della riforma approvata con decreto del 13 febbraio 2014, che ha avuto attuazione dopo le elezioni dipartimentali del 2015, è passato da 5 a 8 comuni.

## Composizione
I 5 comuni facenti parte prima della riforma del 2014 erano:
- Beynost
- Miribel
- Neyron
- Saint-Maurice-de-Beynost
- Thil

Dal 2015 i comuni appartenenti al cantone sono i seguenti 8:
- Beynost
- La Boisse
- Miribel
- Neyron
- Niévroz
- Saint-Maurice-de-Beynost
- Thil
- Tramoyes